# Kortstaartwouw
De kortstaartwouw (Lophoictinia isura) is een roofvogel uit de familie van de havikachtigen (Accipitridae) en het monotypische geslacht Lophoictinia. Het is een vrij zeldzame, endemische vogelsoort van Australië.

## Kenmerken
De kortstaartwouw lijkt sterk op de zwarte wouw. Gemiddeld is de vogel iets groter (51 tot 56 cm, spanwijdte 120 cm) dan de zwarte wouw in Australië, de staart is iets korter en niet gevorkt, hoewel de buitenste staartpennen iets langer zijn en hoekig. De tekening op de ondervleugel is lichter en minder gevarieerd.

## Verspreiding en leefgebied
De kortstaartwouw heeft een groot verspreidingsgebied binnen Australië, maar mijdt het boomloze midden van het land en leeft in half open gedeeltelijk bebost gebied, boomaanplantingen langs waterlopen en rotsig heuvelland. Het is een betrekkelijk schaarse vogel die nog het meest gezien wordt in West-Australië.

## Status
In 1996 stond de vogel als kwetsbaar op de Rode Lijst van de IUCN. De kortstaartwouw is echter minder schaars dan gedacht en heeft een enorm groot verspreidingsgebied en daardoor is de status  kwetsbaar (voor uitsterven) niet meer terecht. De grootte van de populatie wordt geschat op  670 tot 6700 volwassen vogels en dit aantal is waarschijnlijk stabiel. Om deze redenen staat de kortstaartwouw sinds 2004 als niet bedreigd op de Rode Lijst.